# Tường Vân (nghệ sĩ)
Tường Vân (1 tháng 5 năm 1938 – 3 tháng 2 năm 2022) là một diễn viên kịch nói người Việt Nam. Bà được xem là đại thụ của sân khấu kịch nói miền Nam và được Nhà nước Việt Nam phong danh hiệu Nghệ sĩ ưu tú.

## Cuộc đời
Tường Vân tên đầy đủ Hoàng Tường Vân, sinh ngày 1 tháng 5 năm 1938 tại Ước Lễ, Hà Đông, Hà Nội. Bà gắn bó với Đoàn Kịch nói Nam Bộ, sau đó chuyển sang Đoàn Cửu Long Giang, rồi về đầu quân tại Nhà hát kịch Thành phố Hồ Chí Minh. Sau này, bà từng tham gia đóng rất nhiều bộ phim truyền hình.
Khán giả vẫn nhớ đến các vở kịch mà bà đã tham gia, dù đóng các vai phụ nhưng để lại nhiều dấu ấn đẹp như: "Chuông đồng hồ điện Kremlin"; "Đâu có giặc là ta cứ đi", "Lão hà tiện", "Coi mắt", "Tháp đoạn hồn", "Trên đỉnh thiên thai".
Bà lập gia đình với nhạc sĩ Phan Miên, họ có hai người con, một trai, một gái nhưng đều đã qua đời. Ngày 3 tháng 2 năm 2022, bà qua đời tại nhà riêng ở Quận 1, Thành phố Hồ Chí Minh, hưởng thọ 83 tuổi.